# Резолюция Совета Безопасности ООН 350
Резолюция Совета Безопасности ООН 350 была принята 31 мая 1974 года после войны Судного дня. Она была принята после того, как после прекращения войны битвы между Израилем и Сирийской Арабской Республикой в районе Голанских высот продолжились.
Как итог, для разрешения этого вопроса была создана специальная Зона Сил ООН по наблюдению за разъединением, первоначально сроком на 6 месяцев.

## Контекст проведения резолюции
После окончания войны Судного дня 22 октября 1973 года Советом Безопасности ООН была принята резолюция № 338, призывавшая стороны, воевавшие тогда в Синайском полуострове и Голанских высотах, к прекращению огня.
После этого битвы между Израилем и Сирией в Голанских высотах продолжились, и собранное 31 мая 1974 года заседание Совета Безопасности ООН объявило, что оно осуждает военные действия вооружённых сил со всех сторон и немедленно призывает к миру как Сирию, так и Израиль.

## Голосование
Резолюция 350 была единогласно принята 13 голосами «за». При этом Китайская Народная Республика и Иракская Республика в голосовании не участвовали.
При этом, на заседании Совет принял решение пригласить представителей Сирийской Арабской Республики и Израиля принять участие в заседании без права rолоса в обсуждении этого вопроса.

## Решения резолюции 350
Согласно итогам 1774 заседания Совета Безопасности ООН постановила, что по резолюции 350 Совет:
1. приветствует Соглашение о разъединении израильских н сирийских войск, разработанное в осуществление резолюции 338 (1973) Совета Безопасности от 22 октября 1973 года;
2. принимает к сведению доклад Генерального секретаря, приложения к нему и его заявление;
3. решает немедленно создать под своим руководством Силы Организации Объединённых Наций по наблюдению за разъединением[3] и предлагает Генеральному секретарю принять с этой целью необходимые меры в соответствии с его вышеупомянутым докладом и приложениями к нему. Силы создаются на первоначальный период в шесть месяцев, для возобновления которого требуется принятие новой Резолюции Совета Безопасности;
4. предлагает Генеральному Секретарю полностью информировать Совет Безопасности о дальнейших событиях.